# Léon Gauthier
Léon Ernest Gauthier (La Chaux-de-Fonds, 27 settembre 1912 – Bienne, 13 dicembre 2003) è stato un vescovo vetero-cattolico svizzero.

## Biografia
Dopo gli studi di Teologia dal 1931 al 1936 presso la Facoltà teologica dell'Università di Berna fu ordinato sacerdote nel 1936, e lo stesso anno si sposò con Erna Herzog. Nel 1955 ottenne la laurea in Teologia ecumenica a Ginevra e tra il 1937 e il 1972 prestò servizio sacerdotale nella parrocchia di Saint-Germain a Ginevra, e dal 1940 anche a Lancy-Carouge. Nel frattempo, dal 1955, fu Vicario episcopale e nel 1972 fu eletto dal Sinodo Nazionale come nuovo vescovo della Chiesa cattolica cristiana svizzera, carica che mantenne fino al 1986, quando rassegnò le dimissioni. A livello internazionale, rappresentò la sua chiesa nel 1961 alla Terza Assemblea del Consiglio Ecumenico delle Chiese a Nuova Delhi. Più tardi, come vescovo, fu segretario della Conferenza episcopale vetero-cattolica internazionale e co-presidente della Commissione teologica mista ortodossa-veterocattolica. Gauthier, grande sostenitore dell'Ecumenismo, ha pubblicato numerosi articoli in riviste religiose e teologiche.
Ordinò al diaconato Srecko Franjo Novak, in seguito al centro di un caso di ordinazione episcopale illegittima.
Nel 1988 consacrò al presbiterato Alain-André-Georges-Marie Fraysse, che successivamente diventò vescovo della Chiesa vetero-cattolica mariavita di Francia.

## Collegamenti
- Vetero-cattolicesimo